# Élisabeth de Habsbourg-Lorraine (1878-1960)
Élisabeth Amélie de Habsbourg-Lorraine, née archiduchesse d'Autriche le 7 juillet 1878 à Reichenau an der Rax et morte à Vaduz le 13 mars 1960, est un membre de la famille de Habsbourg, devenue par mariage avec le prince Aloïs de Liechtenstein (1869-1955), princesse de Liechtenstein.

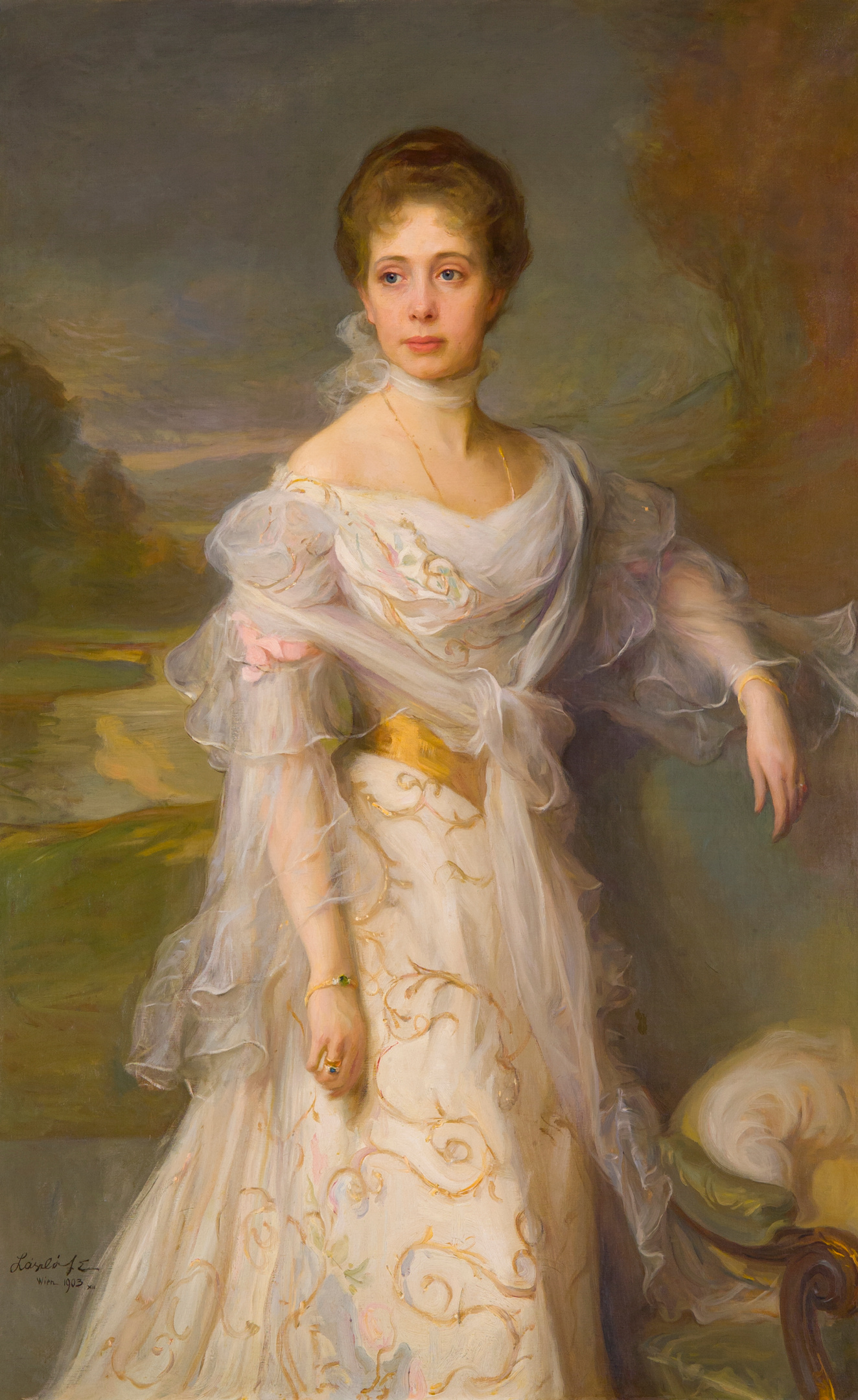
Élisabeth de Habsbourg-Lorraine, par Philip de László en 1903.

## Biographie

### Famille et maison
Seconde fille de l'archiduc Charles-Louis d'Autriche et de sa troisième épouse Marie-Thérèse de Bragance, Élisabeth est la nièce de l'empereur François-Joseph et de l'impératrice Élisabeth de Wittelsbach, sa marraine dont elle porte le prénom. Elle est aussi la demi-sœur de l'archiduc François-Ferdinand d'Autriche, assassiné à Sarajevo le 28 juin 1914, et la tante du futur Charles Ier d'Autriche.
Jusqu'à son mariage en 1903, l'archiduchesse Élisabeth, qui ne dispose pas de maison personnelle à la cour des Habsbourg, partage les services de la femme de chambre (Marie Ettmayer Edle von Adelsburg) et du laquais (Franz Frauer) de sa sœur Marie Annonciade.

### Mariage et postérité

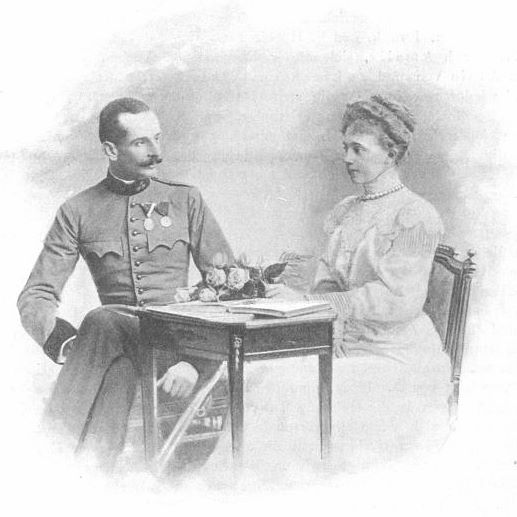
Aloïs de Liechtenstein et sa femme Élisabeth. Sport & Salon, Vienne, 25 avril 1903.

Après des fiançailles annoncées le 8 novembre 1902, au château de Laxenbourg, l'un des palais d'été de la famille impériale autrichienne, Élisabeth épouse le 20 avril 1903, à l'église des Augustins de Vienne, le prince Aloïs de Liechtenstein (1869-1955), second fils d'Alfred de Liechtenstein et d'Henriette de Liechtenstein, cousins germains mariés en 1865. Il est seigneur fidéicommissaire de Gross-Ullersdorff (Moravie), membre héréditaire de la Chambre des seigneurs d'Autriche et lieutenant-colonel de réserve de l'armée austro-hongroise.
De cette union naissent huit enfants :
- François-Joseph II de Liechtenstein (1906-1989), prince souverain de Liechtenstein (1938-1989) ;
- Marie-Thérèse de Liechtenstein (1908-1973), épouse en 1944 le comte Arthur Strachwitz von Gross-Zauche und Camminetz (1905-1996) ;
- Charles-Alfred de Liechtenstein (1910-1985), épouse en 1949 Agnès-Christine de Habsbourg-Toscane (1928-2007) ;
- Georges de Liechtenstein (1911-1998), épouse en 1948 Marie Christine de Wurtemberg (née en 1924) ;
- Ulric de Liechtenstein (1913-1978), célibataire ;
- Marie-Henriette de Liechtenstein (1914-2011), épouse en 1943 le comte Peter d'Eltz (1909-1992) ;
- Aloïs de Liechtenstein (1917-1967), célibataire ;
- Henri de Liechtenstein (1920-1993), épouse en 1968 la comtesse Amélie Podstatzky-Lichtenstein (1935-2025).

Le couple princier a passé la majeure partie de sa vie conjugale à élever sa famille dans leurs domaines en Hongrie, en Autriche et dans ce qui est maintenant la République tchèque, notamment au château de Frauenthal, à celui de Gross-Ullersdorf et au château de Székesfehérvár.
Le 26 février 1923, le prince Alois renonce anticipativement à ses droits à la succession au trône de la principauté de Liechtenstein, en faveur de son fils aîné, qui devient en 1938, le prince souverain François-Joseph II,.

### Dernières années
À partir de 1944, Aloïs et Élisabeth résident au château de Vaduz. Marie Annonciade de Habsbourg-Lorraine, abbesse séculière de l'ordre des nobles dames de Prague, la sœur célibataire d'Élisabeth, réside auprès du couple princier. À la fin de l'hiver 1955, Aloïs souffre d'influenza et, après une brève amélioration de son état, le 16 mars 1955, Aloïs de Liechtenstein meurt au château de Vaduz. Élisabeth lui survit durant cinq années et meurt, également à Vaduz, le 13 mars 1960. Le 18 mars suivant, elle est inhumée auprès de son mari dans la cathédrale Saint-Florin de Vaduz.

## Honneurs
Élisabeth est :
- Dame noble de l'ordre de la Croix étoilée, Autriche-Hongrie.
- Dame noble de l'ordre de Thérèse, Royaume de Bavière.